# Villa Visocchi

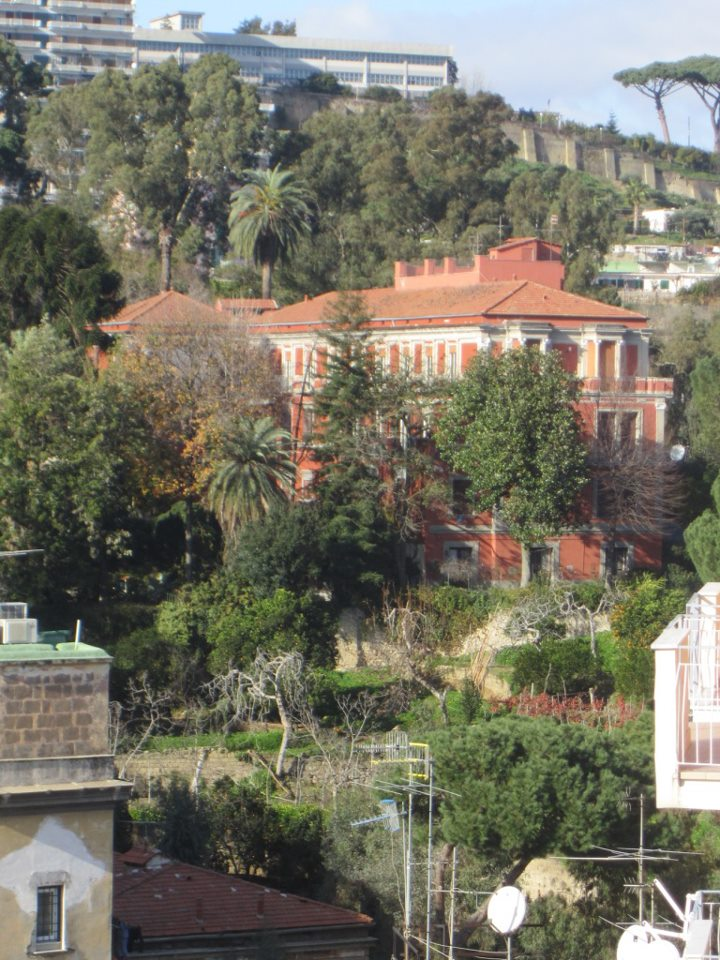
Villa Visocchi in Neapel: Hauptgebäude, umgeben von Grün

Die Villa Visocchi, auch Villa Anna genannt, ist ein Villa aus dem 18. Jahrhundert an der Grenze zwischen den Stadtvierteln Vomero und Rione Alto in Neapel in der italienischen Region Kampanien. Sie liegt in der Via Carlo Cattaneo, 36 und ist die bedeutendste Villa in der Gegend.

## Geschichte
Die ersten Angaben über diese Villa stammen aus dem Jahre 1775, als sie auf der Karte des Duca di Noja Erwähnung fand.
Im Laufe ihrer Geschichte wechselte die Villa mehrmals den Besitzer. Der ursprüngliche Eigentümer war vermutlich der große Historiker Pietro Giannone aus Apulien, der darüber in seiner Autobiografie schreibt. Ende des 18. Jahrhunderts gehörte sie einem gewissen Finel, der 1799 von den Anhängern der Bourbonen ermordet wurde. Danach fiel sie an Nicola di Martino, bis sie 1839 die königliche Immobilienverwaltung kaufte. 1845 fiel sie an die Minderen Regularkleriker, bis dieser Orden aufgelöst wurde. Ab den 1870er-Jahren gehörte sie dem Bauingenieur Gaetano Martire. Der letzte Eigentümer war der Senator Achille Visocchi, der Schwiegersohn von Gaetano Martire.

## Beschreibung
Der im 19. Jahrhundert genutzte Eingang (heute Salita Due Porte, 84) wird durch ein gusseisernes Tor im Stile des späten 19. Jahrhunderts aufgewertet, an dessen Seiten sich zwei niedrige, einstöckige Gebäude mit Bossenwerk an den Ecken und geschwungenen Fassaden zur Anpassung an den davor liegenden Hof erheben. Dieser Hof, der heute seine ursprüngliche Funktion, die Besucher willkommen zu heißen, eingebüßt hat, zeigt eine Exedra, die architektonisch mit dem modernen Gebäude, das dem Verlauf der alten Mauer folgt, kontrastiert. Den Freiraum auf der rechten Seite ließ Visocchi anlegen, der im Zuge eines generellen Umbauplans 1910 auch einen Flügel auf der linken Seite anbauen ließ.
Der Eingang aus dem 18. Jahrhundert, der auch heute noch genutzt wird (Via Carlo Cattaneo, 36) besteht aus zementierten Pilastern und einem Gittertor in floralem Design, das vom Bauingenieur Mentore Coccoli entworfen wurde.

## Garten
Das Landhaus ist vor allen Dingen durch seinen artenreichen Garten bekannt. Ab 1950 kümmerte sich Lello Capaldo, ein Experte für Botanik, um die Pflege des Gartens und seiner Flora und verhinderte, dass er durch Bauspekulationen oder die neue Ringstraße Schaden nahm. Der Park erstreckt sich über mehrere an den natürlichen Hang gelehnte Terrassen, die die Geomorphologie des Ortes kennzeichnen.
Folgende Arten sind im Park heimisch: Zitronatzitronen, Magnolien, Palmengewächse, Eukalypten, Kiefern, Bambus, Kamelien und weitere exotische Pflanzenarten.
Ein Teil des Gartens ist seit dem 19. Jahrhundert als Gemüse- und Obstgarten (Feigen und Zitrusfrüchte) reserviert.

## Umgebung
Hinter dem Landhaus liegt der Steinbruch Scudillo, in dem einst Gelber Neapolitanischer Tuff abgebaut wurde, der heute aber nicht mehr betrieben wird.